# Amfetamin
Amfetamin ((±)-α-metilfenetilamin, u žargonu speed iz eng.) je sintetička droga te ujedno glavni predstavnik istoimene skupine amfetamina. Vrsta je psihotropne tvari.

## Djelovanje
Amfetamin je jaki psihostimulans koji svoje učinke ostvaruje pojačavanjem izlučivanja te inhibicijom ponovne pohrane dopamina te u manjoj mjeri noradrenalina. 
Amfetamin povećava stupanj budnosti, poboljšava raspoloženje i koncentraciju, a pri višim dozama izaziva euforiju. Ne uzrokuje fizičku, ali izaziva snažnu psihičku ovisnost.
Posljedica uzimanja amfetamina je amfetaminska psihoza.

## Primjena
Amfetamin i metamfetamin se u Americi koriste za liječenje poremećaja hiperaktivnosti i deficita pažnje (ADHD) i narkolepsije. Osobe s ADHD-om imaju različitu kemiju mozga od drugih, tako da ova dva stimulansa zapravo djeluju smirujuće na osobe s ADHD-om.
U Hrvatskoj niti jedan nije registriran kao lijek, nego se kao lijek za ADHD koristi metilfenidat (Concerta®).

## Zakonska regulativa
Uvršten je u Hrvatskoj na temelju Zakona o suzbijanju zlouporabe droga na Popis droga, psihotropnih tvari i biljaka iz kojih se može dobiti droga te tvari koje se mogu uporabiti za izradu droga, pod Popis droga i biljaka iz kojih se može dobiti droga, pod 2. Popis psihotropnih tvari i biljaka, Odjeljak 1 – Psihotropne tvari sukladno Popisu 1. Konvencije UN-a o psihotropnim tvarima iz 1971. godine.